# Ворскла (река)
Ворскла (на украински: Ворскла; на руски: Ворскла) е река протичаща по територията на Русия (Белгородска област) и Украйна (Сумска и Полтавска област), ляв приток на Днепър (влива се в Каменското водохранилище). Дълга е 464 km. Площта на водосборния ѝ басейн е 14 700 km².
Река Ворскла води началото си от западните склонове на Средноруското възвишение, северно от село Рождественка, Белгородска област на Русия на 235 m н.в. В горното и в част от средното си течение (до района на град Ахтирка) тече в югозападна, а след това в южна посока през Приднепровската низина. На около 8 km западно от руския град Грайворон напуска Русия и навлиза на територията на Украйна, в Сумска област, а в района на село Куземин навлиза в Полтавска област. Влива се отляво в река Днепър (във Ворсклия залив на каменското водохранилище), в района на село Светлогорское, на 62 m н.в.
Почти по цялото си протежение десният бряг на долината на Ворскла е висок и стръмен, силно набразден от оврази, а левият е нисък. Коритото на реката изобилства от пясъчни острови и коси. Широката заливна тераса в голямата си част е заета от пасища и ливади, редуващи се с малки широколистни горички и осеяна със старици и блата. Голямо разпространение имат широките пояси покрай реката заети от пясъци, натрупани в ниски дюни и малки плажове. Основни притоци: Мерла, Коломак, Тагамлик (леви); Ворсклица, Боромля (десни). Средният годишен отток на реката е 28,5 m³/s. По течението ѝ са разположени множество населени места:
Русия
- Белгородска област – град Грайворон, сгт Яковлево, Томаровка, Борисовка;

Украйна
- Сумска област – сгт Великая Писаревка, Кириковка;
- Полтавска област – градове Полтава и Кобеляки, сгт Котелва, Опошня (Опишня), Нови Санжари, Белики.[1]